# Vaniyambadi
Vaniyambadi (Tamil: வாணியம்பாடி Vāṇiyampāṭi [ˈʋaːɳijʌmˌbaːɖi]) ist eine Stadt im indischen Bundesstaat Tamil Nadu. Die Einwohnerzahl beträgt rund 95.000 (Volkszählung 2011).

## Geografie
Vaniyambadi liegt im Distrikt Tirupattur im nördlichen Binnenland Tamil Nadus am Ufer des periodisch wasserführenden Palar-Flusses unweit der Grenze zum Nachbarbundesstaat Andhra Pradesh. Die nächstgrößeren Städte sind Ambur 16 Kilometer nordöstlich und die Distrikthauptstadt Tirupattur 22 Kilometer südlich. Die Entfernung nach Chennai, die Hauptstadt Tamil Nadus, beträgt rund 200 Kilometer. Vaniyambadi ist Hauptort des Taluks Vaniyambadi. Die Stadt hat den Status einer Municipality und ist in 36 Wards gegliedert.

## Bevölkerung
Nach der Volkszählung 2011 hat Vaniyambadi 95.061 Einwohner. Vaniyambadi ist einer der wenigen Orte in Tamil Nadu mit muslimischer Bevölkerungsmehrheit. Nach der Volkszählung 2011 sind 56 Prozent der Einwohner der Stadt Muslime, 42 Prozent Hindus und 2 Prozent Christen. Die meistgesprochene Sprache ist Urdu, das von den meisten muslimischen Einwohnern der Stadt (56 Prozent der Gesamtbevölkerung) als Muttersprache gesprochen wird. Die Hauptsprache Tamil Nadus, das Tamil, ist die Muttersprache von 39 Prozent der Einwohner. Daneben gibt es eine kleinere Zahl von Sprechern des Telugu (4 Prozent).

## Wirtschaft und Verkehrsanbindung

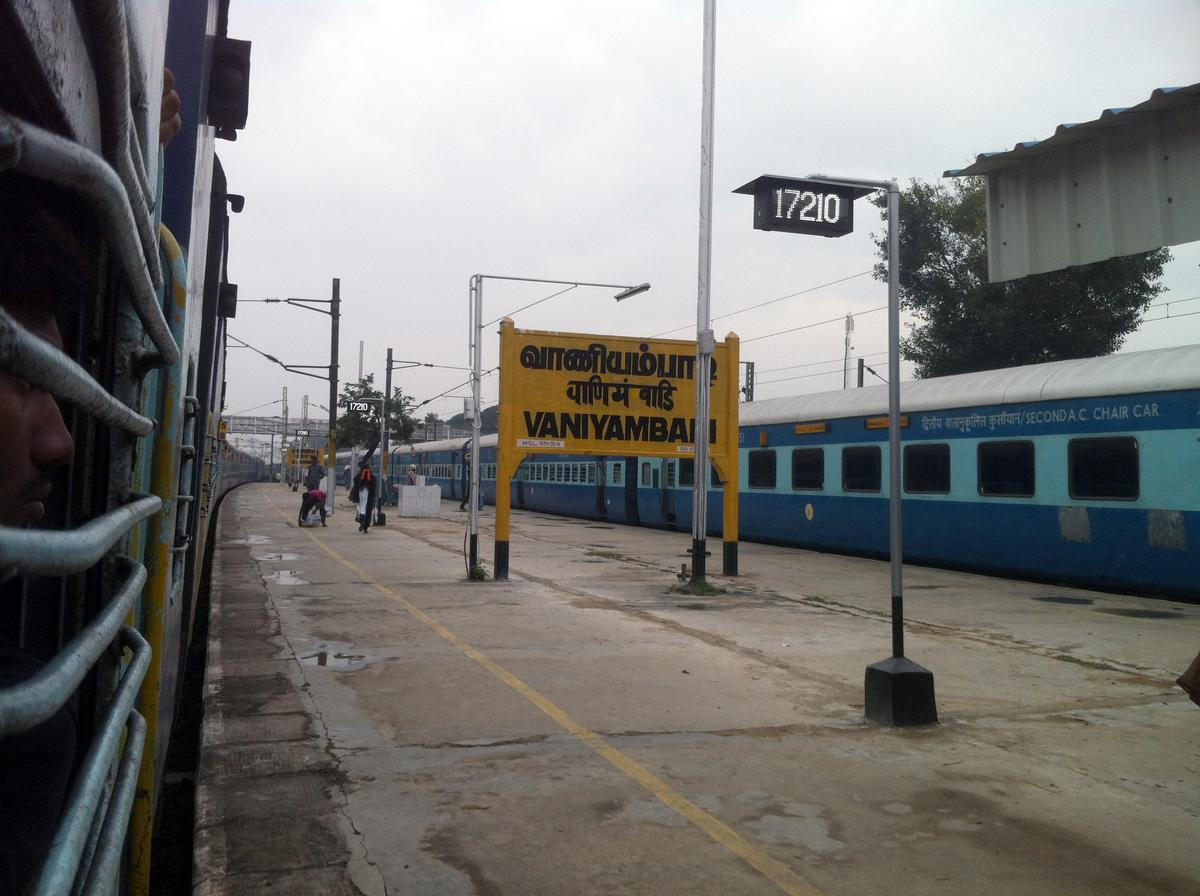
Am Bahnhof von Vaniyambadi

Das Gerben von Leder ist ein wichtiger Wirtschaftszweig der Stadt. Vaniyambadi spielt eine wichtige Rolle in der Lederindustrie von Tamil Nadu. Vaniyambadi ist gut über Straßen verbunden und die Stadt liegt an der Nationalstraße (National Highway) von Chennai nach Salem. Eine Staatsstraße (State Highway) verbindet die Stadt mit Gudiyattam und Polur. Der Bahnhof von Vaniyambadi liegt an der Eisenbahnstrecke von Chennai nach Bangalore.